# Yugurs
Ne doit pas être confondu avec Ouïghours.

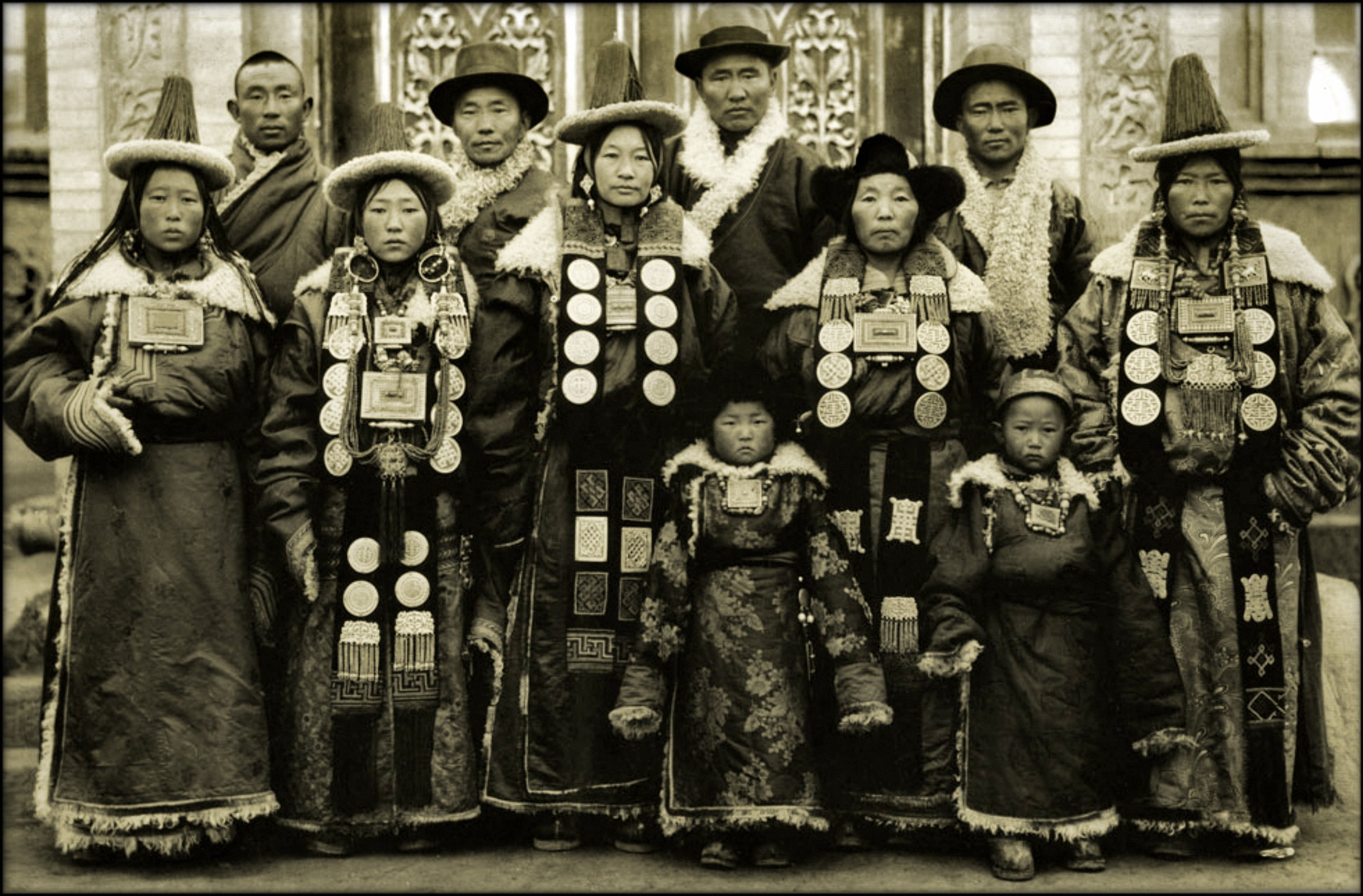
Famille yugure à Lanzhou, capitale du Gansu

Les Yugurs (également écrit Yugu) (chinois : 裕固族 ; pinyin : Yúgù zú) sont un groupe ethnique. Ils constituent l'un des 56 groupes ethniques officiellement identifiés par la république populaire de Chine, avec une population de près de 14 000 individus.

## Description

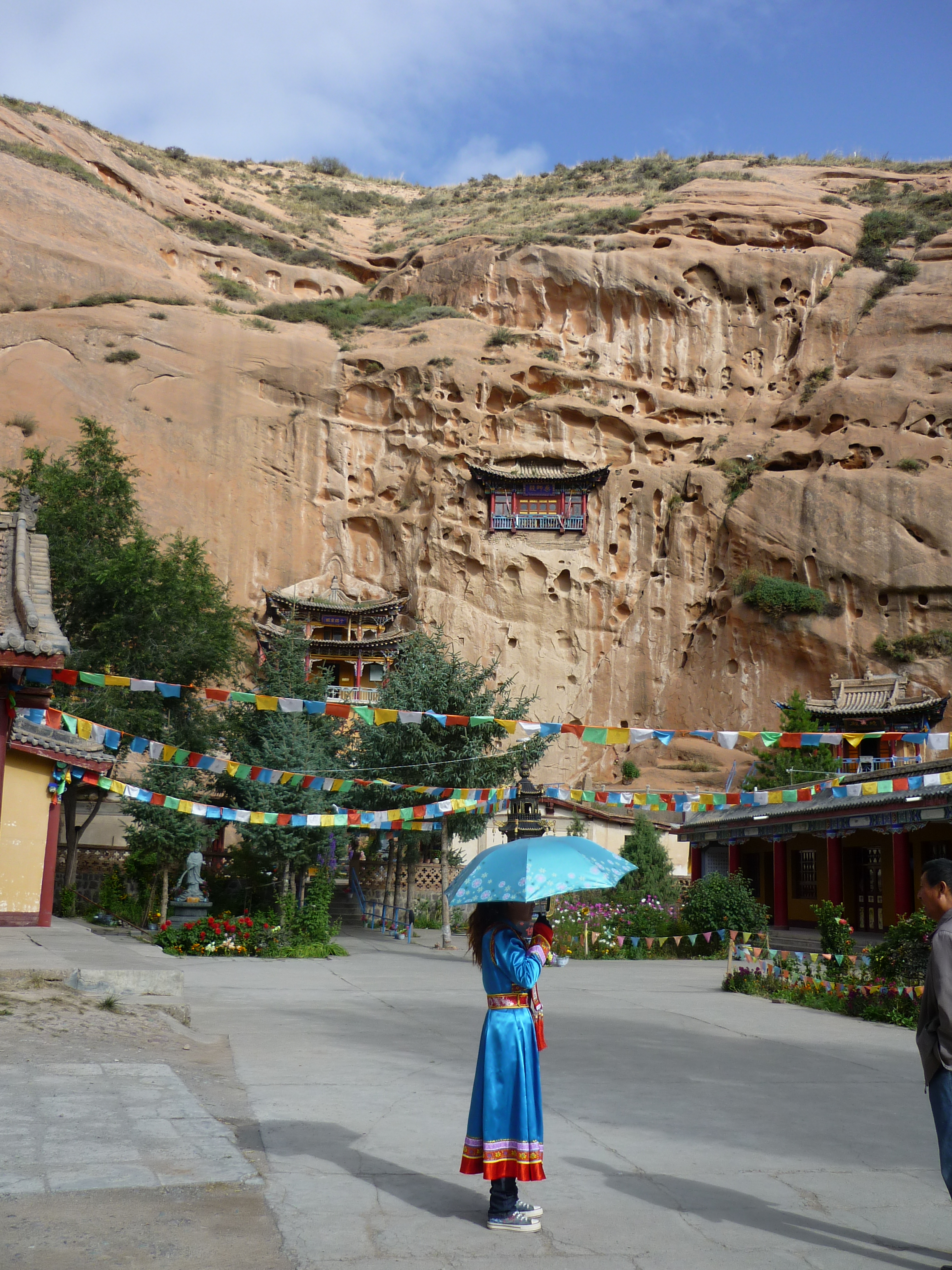
Grottes du Temple Mati, situé dans le xian autonome yugur de Sunan

Les Yugurs sont des Turco-mongols descendants des Ouïghours et des Mongols, originaires de la rivière Erhun à l'époque de la dynastie Tang (618–907). Fuyant les tempêtes de neige et les attaques des Kirghizes, ils ont émigré vers la fin du IXe siècle dans le Xian autonome yugur de Sunan, le district de Ganzhou et le district de Liangzhou, tous trois situés dans la province de Gansu en Chine.

### Langues
Les Yugurs parlent trois langues en raison de leurs diverses origines : environ 4 600 parlent le yugur occidental, une langue turque à l'ouest du xian autonome, environ 2 800 parlent le yugur oriental, une langue mongole à l'est du xian autonome et un dialecte du mandarin à Huangnibao. La langue vernaculaire des Yugurs est donc également le mandarin. La langue yugure a conservé de nombreux archaïsmes du ouïghour du IXe siècle,. Un très petit nombre de Yugurs parlent le tibétain. Ils utilisent principalement le mandarin pour leurs intercommunications. Les langues yugures ne sont plus écrites aujourd'hui, bien qu'elles aient utilisé jusqu'à la fin de XIXe siècle une écriture verticale tirée de l'écriture ouïghoure, dont est dérivée l'écriture « mongol bičig ».

### Religion
Sous domination tibétaine à l'époque de l'expansion de l'Empire tibétain (629–877), ils se sont convertis du manichéisme à la branche tibétaine du bouddhisme vajrayāna (véhicule du diamant). Cette religion est encore pratiquée dans les communautés yugures à ce jour. Les Yugurs sont donc une exception parmi les peuples descendant des Turcs, car, contrairement à la majorité de ces peuplades, ils ne se sont pas convertis à l'Islam.

### Rites et fêtes

#### Cérémonie de mariage
Dans la tradition yugure, lors d'un mariage la future femme et les membres de sa famille proche commencent par monter à cheval. Ils vont rejoindre le futur mari et les hommes de sa famille qui attendent sur une table en direction du Sud, à l’abri du vent. Ils accueillent la famille de la mariée avec de la nourriture et des boissons, puis repartent ensemble, à cheval, vers le lieu ou la mère du futur marié les attend pour la cérémonie du mariage. On souffle dans une conque. Une rangée de personnes attend avec des khadag de couleur blanche. La belle-mère guide alors la nouvelle mariée dans l'utilisation du thé au lait qui sera offert aux convives.

### Études sur les Yugurs

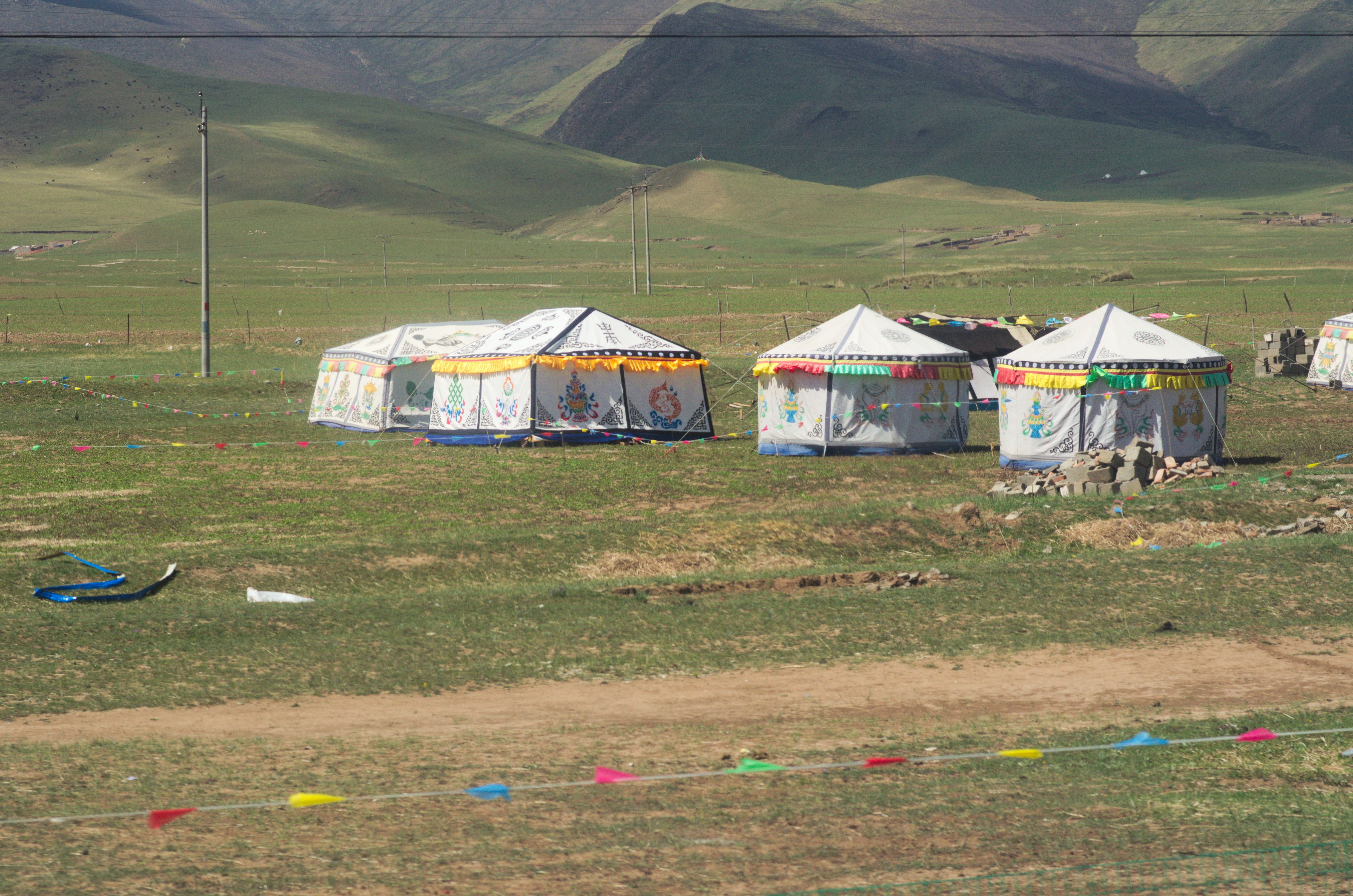
Asar (tentes) utilisées par les Mongols. et les Yugurs,, près du lac Qinghai.

En 1911, Sergueï Malov (en), spécialiste des cultures turques, étudie ce groupe dans la gorge de Wenshu, à Jiuquan (酒泉), dans l'actuel Gansu.
L'étude des Yugurs et de leurs langues s'appelle la yugurologie (裕固学, yúgù xué), une lettre d'information sur le centre de développement de la culture yugure est publié par 巴战龙, bā zhànlóng) via blog.sina.com.cn .

### Démographie
Selon le recensement de la république populaire de Chine de 2000, 13 747 Yugurs vivent en Chine. Ils se répartissent de la façon suivante :
- 12 962 dans la province du Gansu ;
- 302 dans la région autonome du Xinjiang ;
- 140 dans la province du Qinghai ;
- 52 dans la municipalité de Pékin ;
- 48 dans la province du Guangxi ;
- 43 dans la province du Ningxia ;
- 28 dans la province du Heilongjiang ;
- 27 dans la région autonome de Mongolie-Intérieure ;
- 23 dans la province du Shaanxi ;

et le restant dans les autres provinces de Chine.